# Montardon
Montardon é uma comuna francesa na região administrativa da Nova Aquitânia, no departamento dos Pirenéus Atlânticos. Estende-se por uma área de 8,4 km². Em 2010 a comuna tinha 2 610 habitantes (densidade: 310,7 hab./km²).